# Bullenbeißer

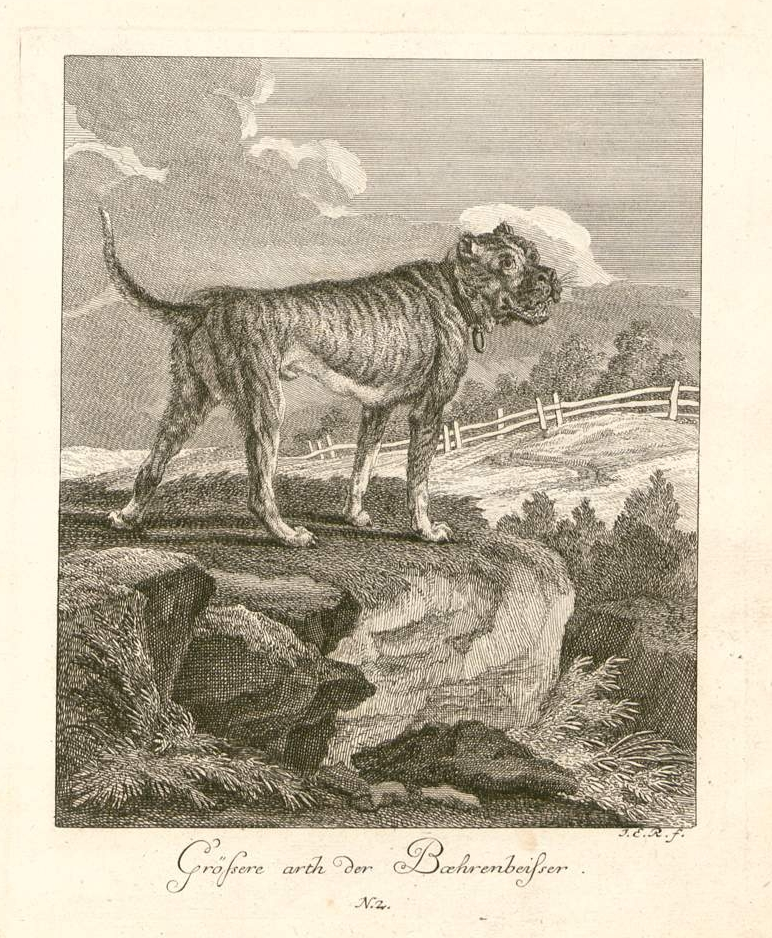
Großer Danziger Bullen- bzw. Bärenbeißer nach Ridinger

Bullenbeißer oder Bärenbeißer gehörten zu den doggenartigen Hunden, die ursprünglich zur Jagd auf wehrhaftes Wild Verwendung fanden.
Im Mittelalter waren Hunde von der Art des Bullenbeißers in vielen Ländern Europas verbreitet. In der Neuzeit wurden sie noch als Sauhunde sowie zum „Kampfjagen“ auf Bären und zur „podolischen und ungarischen Büffel-Ochsen-Hatz“ (Wisent) verwendet, wie Hans Friedrich von Fleming 1719 schreibt. In dieser Zeit hatte jedoch eine Entwicklung von reiner Jagdausübung hin zu einer inszenierten Veranstaltung für adlige Gesellschaften stattgefunden. Wo keine Wildtiere zur Verfügung standen, wurde auf Bullen ausgewichen, was von Fleming bereits als nicht waidgerecht kritisiert wurde. Auch waren sie als Fleischerhunde bekannt und hielten wohl Rinder auf Viehmärkten oder während der Schlachtung fest, indem sie sich in die Nase des Tieres verbissen. Im deutschen Sprachraum unterschied man zwei Haupttypen, den großen Danziger und den kleinen Brabanter Bullenbeißer Letzterer wird allgemein als Vorform des Boxers angesehen.

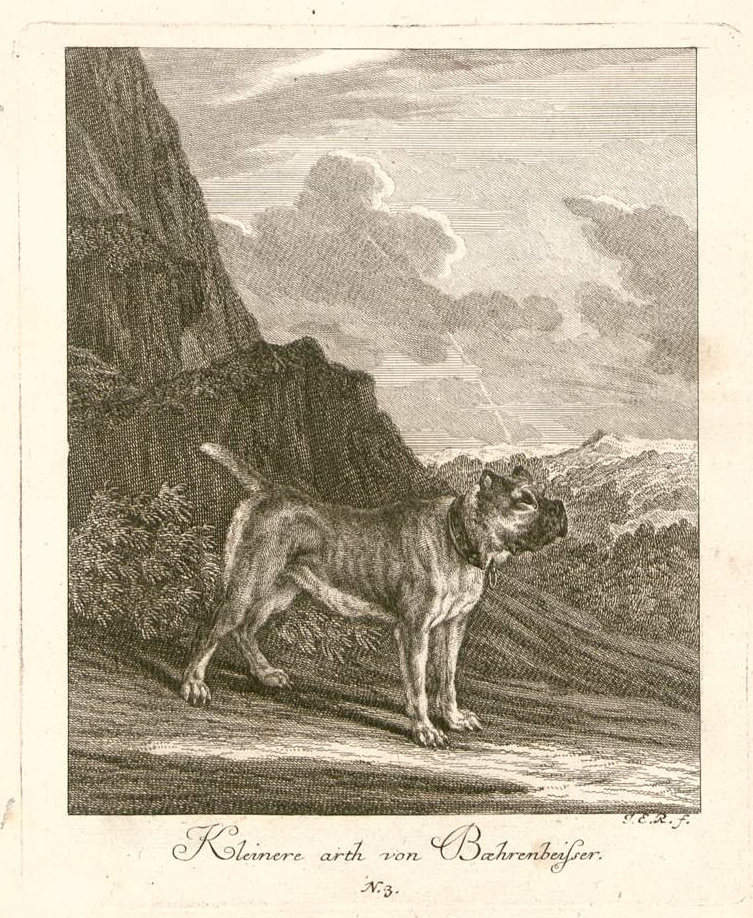
Kleiner Brabanter Bullen- bzw. Bärenbeißer nach Ridinger
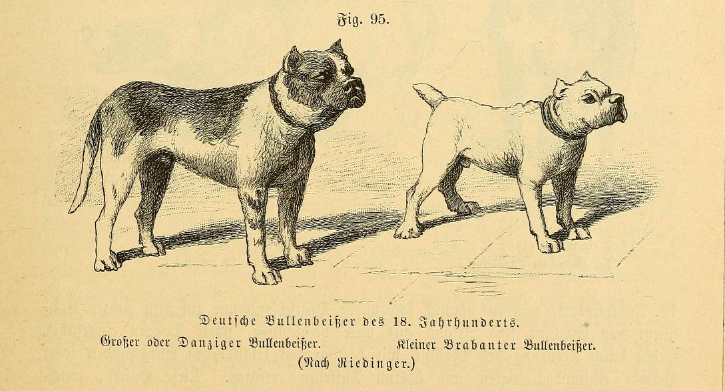
„Deutsche Bullenbeißer des 18. Jahrhunderts. Großer oder Danziger Bullenbeißer. Kleiner Brabanter Bullenbeißer. (Nach Riedinger.)“

In England wurden im 16. bis 18. Jahrhundert kraftvolle, speziell für das Bullbaiting (deutsch: Bullenhatz) Hunde gezüchtet, deren Aufgabe es war, Bullen in Schaukämpfen niederzuringen. Diese alten englischen Bulldoggen des 16. bis 18. Jahrhunderts waren mit den kontinentalen Bullenbeißer dieser Zeit zwar verwandt aber nicht identisch. Während diese Form des Tierkampfes in England hohe Popularität genoss und ein beliebter Sport für Menschen aller Klassen war, fand sie im deutschsprachigen Raum eine geringere bzw. weniger lang anhaltende Resonanz, wie sich an der Entwicklung des Berliner Hetzgartens und des Hetztheaters in Wien ablesen lässt.
Georg Franz Dietrich aus dem Winckell beschreibt 1820 in seinem Handbuch für Jäger, Jagdberechtigte und Jagdliebhaber „die auf Bären anzuwendenden Hetzhunde“ wie folgt:

„Bullen- oder Bärenbeißer, eine nicht gar zu große, aber starke, beherzte Hunderace mit dicken, kurzen Köpfen. Sie packen Alles, worauf sie gehetzt werden, sind aber schwer. Man pflegt sie zu mäuseln, d. h. die Ohren zu verstutzen; auch die Ruthe kurz abzuschlagen. Beides geschieht, ehe sie sechs Wochen alt werden. Ihrer Tücke und Bosheit wegen können sie Menschen und Thieren leicht gefährlich werden; aus diesem Grunde ist es in mehreren Ländern nicht erlaubt, sich derselben zu bedienen.“

Heutige Hunderassen, welche auf doggenartige Hunde von der Art des Bullenbeißers zurückgeführt werden, sind beispielsweise die Englische Bulldogge, der Ca de Bou und der Deutsche Boxer.